# Angraecopsis cryptantha
Angraecopsis cryptantha är en orkidéart som beskrevs av Phillip James Cribb. Angraecopsis cryptantha ingår i släktet Angraecopsis och familjen orkidéer. IUCN kategoriserar arten globalt som sårbar. Inga underarter finns listade i Catalogue of Life.